# Val de Lambronne
Val de Lambronne – gmina we Francji, w regionie Oksytania, w departamencie Aude. Została utworzona 1 stycznia 2016 roku z połączenia dwóch wcześniejszych gmin: Caudeval oraz Gueytes-et-Labastide. Siedzibą gminy została miejscowość Caudeval. W 2013 roku populacja wyżej wymienionych gmin wynosiła 2501 mieszkańców. 

## Zabytki
Zabytki w miejscowości posiadające status Monument historique:
- zamek w Caudeval